# Pabiednaja
Pabiednaja (biał. Пабедная; ros. Победная, Pobiednaja) – wieś na Białorusi, w obwodzie mohylewskim, w rejonie horeckim, w sielsowiecie Lenino. W 2019 roku była niezamieszkana.
Do 1964 roku nosiła nazwę Pauzuchi (biał. Паўзухі; ros. Ползухи, Połzuchi).